# Heidi Kollanen
Heidi Karoliina Kollanen (*  6. Juni 1997) ist eine finnische Fußballnationalspielerin. Seit 2024 spielt sie in der Damallsvenskan für Vittsjö GIK.

## Vereine
Kollanen begann ihre Karriere 2012 bei Tampereen Ilves. von 2016 bis 2017 studierte sie an der Florida State University und spielte für die Florida State Seminoles. Nach 17 Einsätzen als „Freshman“ hatte sie in ihrem zweiten Jahr verletzungsbedingt nur einen Einsatz. 2018 kehrte sie zurück in ihre Heimat und spielte für  PK-35 Vantaa. In der regulären Saison war sie mit acht Toren sechstbeste und in der Meisterschaftsrunde mit sieben Toren beste Torschützin, womit sie zusammen mit der Südafrikanerin Ode Fulutudilu zweitbeste Saisontorschützin war. Danach wechselte sie nach Italien zu Upc Tavagnacco, wo sie in 15 Spielen der Serie A fünf Tore erzielte, den Verein aber nach einer Saison wieder Richtung Norden, nun nach Schweden verließ. Von 2018 bis 2023 spielte sie in der Damallsvenskan für KIF Örebro.

## Nationalmannschaften
Am 28. August 2012 spielte sie gegen Wales erstmals für die finnische U-17. Im Oktober 2012 wurde sie bei den drei Spielen der ersten Qualifikationsrunde zur U-17-Fußball-Europameisterschaft der Frauen 2013 jeweils eingewechselt und erzielte ein Tor. Mit Siegen gegen Georgien (11:0) und Belarus (2:0) erreichten sie trotz einer 1:2-Niederlage gegen Irland als Gruppenzweite die Eliterunde. Bei dieser blieb ihre Mannschaft im März 2013 ohne sie sieg- und punktlos und schied als Gruppendritter aus. Beim nächsten Anlauf im August 2013 stand sie bei allen drei Spielen der ersten Runde in der Startelf. Sie blieb zwar torlos, ihre Mannschaft wurde aber mit zwei Siegen und einem Remis Gruppensieger. Bei der Eliterunde im Oktober erzielte sie zwar ein Tor zum 3:0-Endstand gegen Ungarn, es war aber der einzige Sieg ihrer Mannschaft neben zwei Niederlagen, so dass sie wieder ausschieden. Im September 2014 nahm sie mit der U-19-Mannschaft an der ersten  Qualifikationsrunde zur U-19-Fußball-Europameisterschaft der Frauen 2015 teil, wobei sie Heimrecht hatten. In drei Spielen erzielte sie drei Tore und konnte sich mit ihrer Mannschaft ohne Punktverlust für die Eliterunde qualifizieren. In der Eliterunde im April 2015 war dann aber wieder Endstation. Ihr gelangen zwar zwei Tore, dies reichte aber nur zu zwei Remis und das letzte Spiel gegen Spanien wurde mit 0:6 verloren. Im September 2015 starteten sie einen neuen Versuch und hatten in der ersten Runde wieder Heimrecht. Im ersten Spiel gewannen sie knapp mit 1:0 gegen die Türkei, beim zweiten Spiel gegen Litauen trug sie fünf Tore zum 8:0-Sieg bei. Beim abschließenden 7:3 gegen Polen war sie noch zweimal erfolgreich. Bei der Eliterunde im April 2016 konnte sie nur im ersten Spiel, das gegen Belarus mit 2:1 gewonnen wurde, per Strafstoß ein Tor erzielen. Nach einer 1:2-Niederlage gegen Tschechien und einem 1:1 gegen Gastgeber Niederlande schieden die Finninnen wieder aus. Mit insgesamt acht Toren in den beiden Qualifikationsrunden war sie zweitbeste Torschützin der Qualifikation.
Am 6. April 2018 debütierte Kollanen in der Qualifikation für die WM 2019 für die finnische Fußballnationalmannschaft der Frauen, als sie in der dritten Minute der Nachspielzeit gegen Spanien eingewechselt wurde, an der 0:2-Niederlage aber auch nichts mehr ändern konnte. Es folgte ein vierminütiger Kurzeinsatz bei einem Freundschaftsspiel gegen Dänemark im Januar 2019 und ein Startelfeinsatz beim Zypern-Cup 2019 gegen Südafrika, bei dem sie aber zur zweiten Halbzeit ausgewechselt wurde.  In den ersten vier Spielen der Qualifikation für die EM 2021 im Herbst 2019 wurde sie ebenfalls eingesetzt und erzielte am 2. September 2019 beim 3:0-Sieg gegen Albanien ihr erstes Tor für die A-Elf, dem sei am 8. Oktober beim 8:1-Rückspielsieg ein weiteres folgen ließ. Beim Zypern-Cup  im März 2020 kam sie in allen drei Spielen zum Einsatz – dann machte die COVID-19-Pandemie erst mal weitere Länderspiele unmöglich. Auch die für 2021 geplante EM-Endrunde wurde um ein Jahr verschoben, so dass die Qualifikation für die WM 2023 noch vor der EM-Endrunde begann. In der WM-Qualifikation hatte sie bisher aber erst einen Kurzeinsatz von 13 Minuten beim 6:0 gegen Georgien im April 2022. Zuvor war sie bei zwei Spielen des Tournoi de France im Februar 2022 eingesetzt worden – für 45 Minuten bei der 0:5-Niederlage gegen Gastgeber Frankreich und in der Nachspielzeit beim torlosen Remis gegen Brasilien.
Am 9. Juni wurde sie für den finnischen EM-Kader nominiert.

## Erfolge
- Finnische Meisterin 2018 mit PK-35 Vantaa